# La vergine napoletana
La vergine napoletana è un romanzo di Giuseppe Pederiali del 2009. L'opera ha vinto lo stesso anno il Premio Letterario Internazionale Alessandro Manzoni al Romanzo Storico.

## Trama
La storia inizia nell'anno 1293. Il medico Giovanni da Modena ed il musulmano di Sicilia Yusuf Ibn Gwasi al-Kalsa si recano a Castel del Monte sotto le mentite spoglie di un monaco domenicano e del suo servitore. Il loro scopo è ridare la libertà ai figli di Manfredi di Sicilia ivi detenuti perché guidino la riscossa sveva contro gli Angioini che regnano su Napoli. Resisi però conto che i figli di Manfredi sono ormai ridotti a larve per la prolungata e disagevole prigionia, decidono di rinunciare all'impresa. Durante il viaggio di ritorno verso l'Italia settentrionale si fermano da Osman, un amico di Yusuf superstite della colonia saracena di Lucera, che li informa che Corradino di Svevia, il giorno prima della sua esecuzione, avrebbe sposato segretamente una giovane napoletana, che avrebbe potuto dargli un erede.
Giovanni e Yusuf cambiano quindi i loro piani e si recano a Napoli per cercare il medico ebreo Mandolino Nieto, che consosce i dettagli della vicenda. Prendono alloggio all'Osteria dell'Aurinale, gestita dal taverniere Chiappino e dalla moglie, nel quartiere detto Iodeca. Qui, grazie all'ebreo Saul Mantino (per la cui avvenente figlia Allegra ha un debole Giovanni) sono messi in contatto con Nieto e, tramite il nano Iennarone (detto il mago di Forcella) rintracciano Cicella, la sposa segreta di Corradino. La donna li informa che il figlio avuto dall'ultimo sovrano della casa di Svevia è morto, ma è una menzogna: infatti il ragazzo (battezzato Corradino come il padre e detto Ciommo) è vivo e vegeto, per mestiere fa lo svuotacessi, si è ricavato una casa nelle catacombe ed è innamorato di una commediante (e all'occorrenza prostituta) di nome Zeza. Ma Giovanni e Yusuf attirano anche l'attenzione degli sbirri del barone Monualdo di Melfi, ai quali ripetono la motivazione ufficiale della loro presenza in città (Giovanni intende discutere di medicina con Mandolino Nieto).
Sobillato da predicatori fanatici veniti da fuori, il popolino fa strage degli ebrei di Napoli, ai quali viene attribuita la responsabilità della siccità e della carestia che affliggono le campagne. Yusuf, che nella confusione è stato separato da Giovanni, trova ricetto nel monastero di Santa Maria del Monte di Donnaregina, la cui badessa Olga di Solenhofen è stata un suo amore giovanile. Allegra è portata da Monualdo di Melfi ma, di fronte al rifiuto di diventare l'amante del barone, viene stuprata dai suoi sbirri. Giovanni e Ciommo si recano quindi a Melfi, dove ritengono che Allegra sia stata portata per essere la preda di una sadica caccia all'uomo inflitta da Monualdo a chi si oppone al suo volere, ma si accorgono che la giovane ebrea non si trova lì; la loro azione permette comunque di salvare una bimba di nome Ceccuzza, figlia della fantesca che avevano creduto essere Allegra. In una gola rocciosa incontrano poi un uomo deforme che si fa passare per un orco, il quale racconta loro la vera storia della morte di Federico II.
Giovanni porta Ciommo nelle terre natie e lo fa incontrare ai nobili ghibellini dell'Emilia, molti dei quali lo vorrebbero sposati ad una loro figlia. Tra questi vi è il conte Ferdinando Miari, che gli presenta la propria figlia Carola. La prima impressione non è delle migliori (Ciommo vedendola esclama "Che scorfana!"), ma poi nasce qualcosa di tenero.
Frattanto Yusuf - che si è adattato a fare il giardiniere nel monastero e si fa chiamare Benedetto - incontra papa Celestino V, ospite del re Carlo II d'Angio; in ciò attira l'attenzione di Monualdo di Melfi che lo trae in arresto, ma il re lo salva assumendolo per i giardini di Castel Nuovo. Zeza, che era scesa nella casa di Ciommo nelle catacombe, vi fa la conoscenza di Allegra e dell'ex prete Teofrasto, tacciato di eresia per aver sostenuto che anche gli animali hanno un'anima. Il terzetto incontra poi un drago e un ventriloquo suo amico, anch'essi rifugiati nelle catacombe. Allo scopo di recuperare il tesoro di casa Mantino, Allegra si spaccia per un femminiello, da cui il nuovo occupante della casa è attratto. Ciò suscita però la gelosia del suo amante fisso, il vero femminiello Fabiello; Allegra vede in lui un possibile alleato e gli rivela lo stratagemma, diventandone amica al punto di andare ad abitare insieme. L'occasione per vendicarsi del barone arriva quando Fabiello è contattato dal notaro e alchimista Vincenzo Bellomi per interpretare Rebis, lo spirito ermafrodito della festa di Piedigrotta, mentre Iannarone avrebbe interpretato Priapo; Allegra contatta pertanto il sicario Purpo perché nella calca uccida Monualdo. Quest'ultimo dal canto suo, per stroncare un eventuale ritorno degli Hohenstaufen, fa arrestare Cicella con l'intenzione di tenerla come ostaggio; la donna, stanca della lunga vedovanza, ne diventa poi l'amante.
Ciommo e Giovanni marciano dal nord verso Napoli con un piccolo esercito destinato a ridursi sempre più, finché non rimangono con la sola Ceccuzza e arrivano a Piedigrotta durante la festa. Cicella si sacrifica per salvare il barone, che viene comunque ucciso da Allegra. Nel trambusto perdono la vita anche Zeza, mascherata da Pulcinella, e Yusuf. I loro amici fuggono ma non riescono a ritrovare Ceccuzza.
Nel 1314 Giovanni e Allegra ritornano a Napoli a cercare Ceccuzza, dopo la morte dei loro figli. Si fermano nuovamente all'Osteria dell'Aurinale, ancora gestita da Chiappino. Iannarone li conduce dalla figlia di Ceccuzza, chiamata come lei, di cui si era preso cura dopo la morte della madre. Giovanni e Allegra ripartono verso casa con la bambina.

## Collegamenti con altri romanzi
Il personaggio di Yusuf era presente anche nel precedente romanzo La Compagnia della Selva Bella, in cui il suo nome era leggermente diverso. Tuttavia La vergine napoletana, rispetto ai romanzi della trilogia fantastica di Pederiali, rimane su un piano di maggiore verosimiglianza: l'unica concessione all'elemento fantastico è la presenza del drago nelle catacombe.

## Edizioni
- Giuseppe Pederiali, La vergine napoletana, collana Narratori Moderni, Milano, Garzanti, 2009, ISBN 9788811666080.
- Giuseppe Pederiali, La vergine napoletana, collana Elefanti bestseller, Milano, Garzanti, 2014, ISBN 9788811687764.
- Giuseppe Pederiali, La vergine napoletana, collana Enigma: i grandi romanzi storici tra giallo e mistero, Milano, Fabbri Centauria, 2015.